# اپسیلون تلسکوپ
اپسیلون تلسکوپ یک ستاره است که در صورت فلکی تلسکوپ قرار دارد.